# Divisão do trabalho

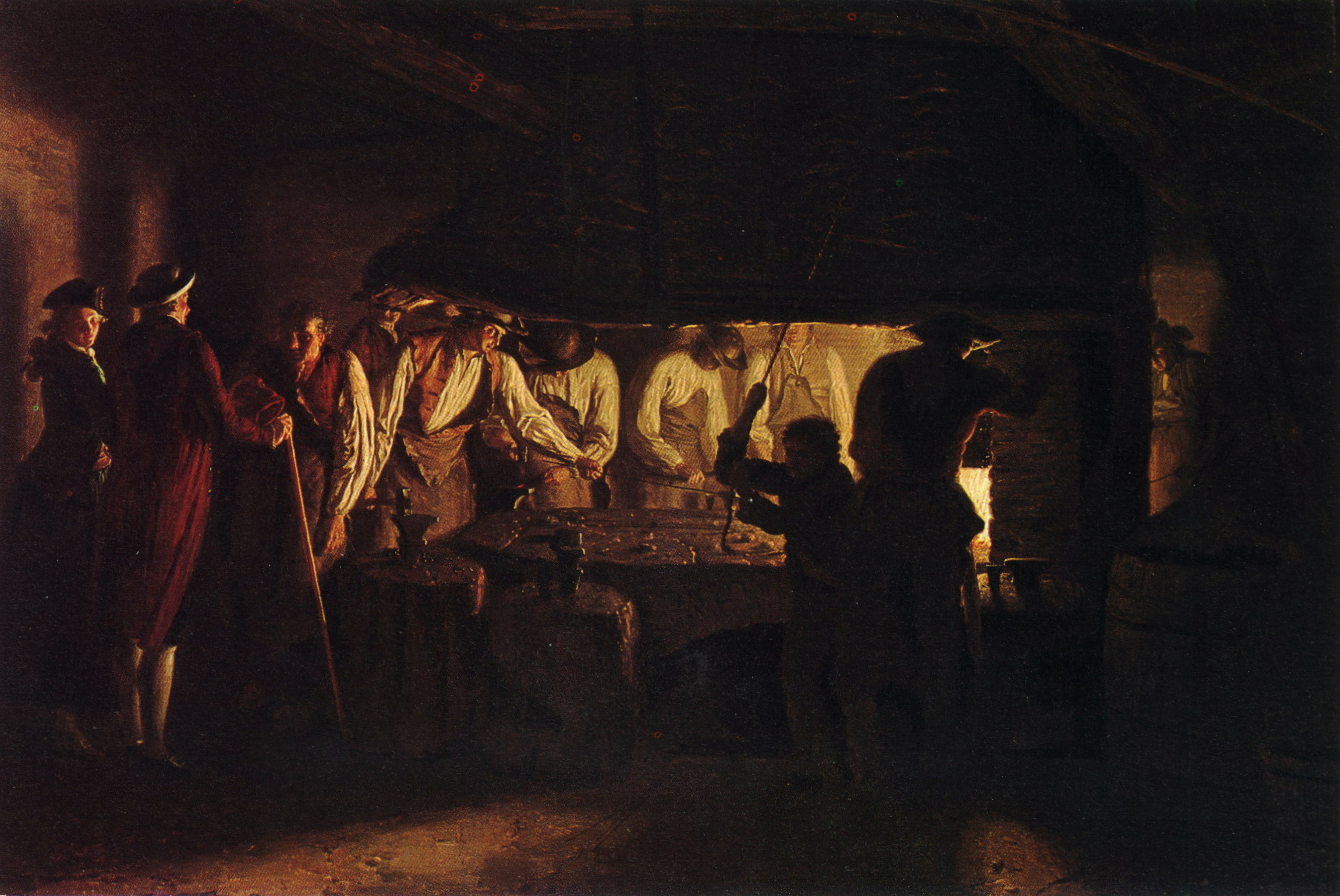
Visitando uma fábrica de pregos, obra de Léonard Defrance (século XVIII)

Dá-se o nome de divisão do trabalho à especialização de funções que permite a cada pessoa criar, usar e acentuar, com máxima vantagem, qualquer diferença peculiar em aptidões, habilidade ou capacidade. Tem como consequência o trabalho cooperativo em tarefas específicas e delimitadas, com o objetivo de aumentar a eficiência da produção. Historicamente, a emergência de uma divisão do trabalho cada vez mais complexa está associada ao aumento do comércio, ao surgimento do capitalismo e à complexidade dos processos de industrialização. Posteriormente, a divisão do trabalho atingiu o nível de uma prática gerencial de bases científicas com os estudos de tempo e movimento associados ao Taylorismo. Na história da espécie humana, a primeira divisão do trabalho ocorreu entre homens e mulheres, mas tornou-se ainda mais sofisticada com o advento da agricultura e o surgimento da civilização.
A divisão do trabalho é uma característica fundamental das sociedades humanas, devido ao fato de que os seres humanos diferem uns dos outros quanto a suas habilidades inatas ou adquiridas. Em um certo estágio do desenvolvimento de suas comunidades, os indivíduos percebem que podem satisfazer melhor as suas necessidades ao se especializar, ao se associar e ao trocar, em vez de produzir, cada um de maneira autárquica, aquilo que precisa consumir.
À semelhança dos indivíduos em sociedade, as diversas sociedades humanas também se especializam. Modernamente, alguns se dedicam a estudar a chamada divisão internacional do trabalho, ocorrida entre países.

## Teorias modernas

### Adam Smith

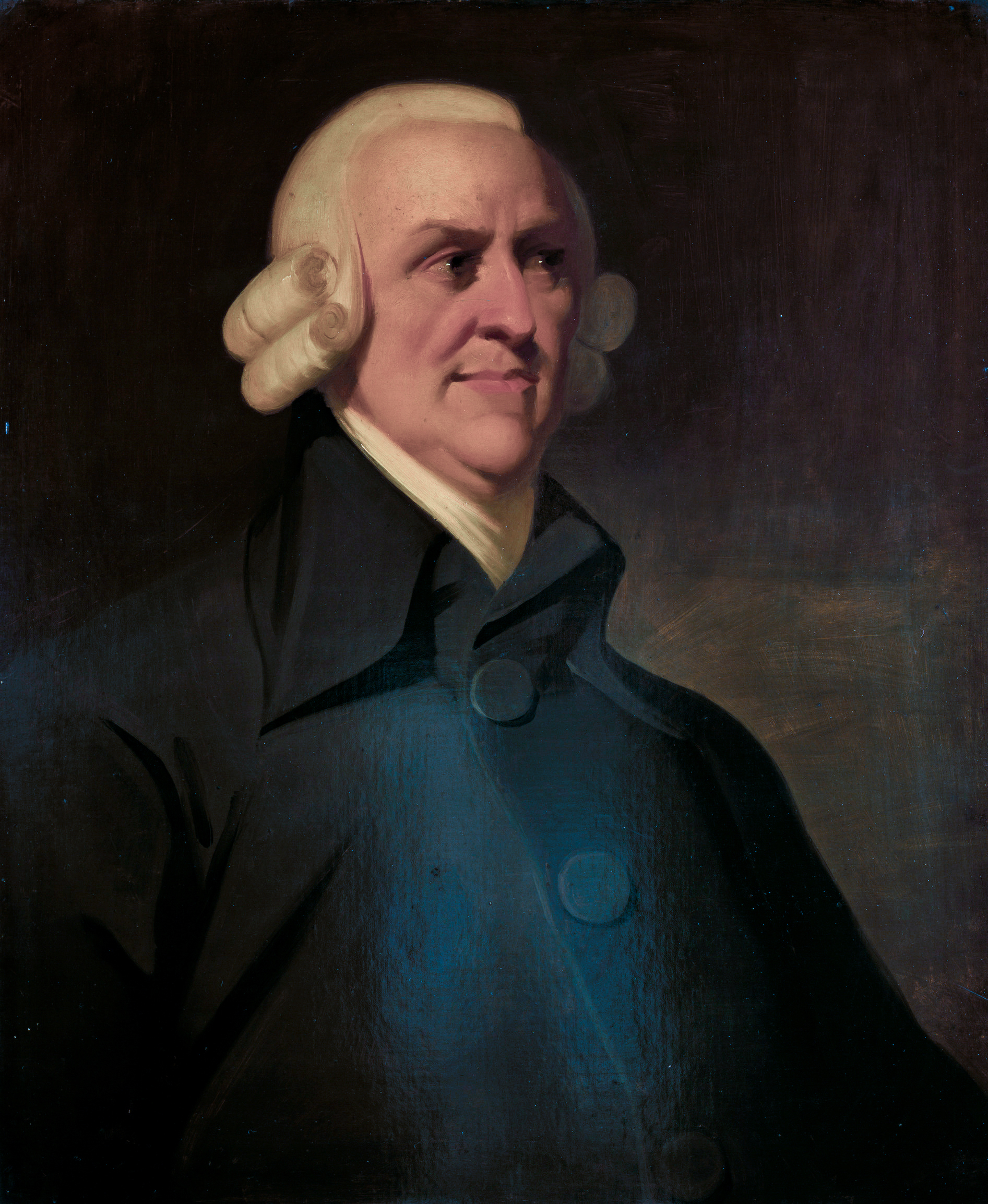
Retrato de Adam Smith

A especialização e concentração dos trabalhadores em suas únicas subtarefas muitas vezes leva a uma maior habilidade e maior produtividade em suas subtarefas específicas do que seria alcançada pelo mesmo número de trabalhadores, cada um realizando a tarefa ampla original, em parte devido ao aumento da qualidade da produção, mas mais importante por causa do aumento da eficiência da produção, levando a uma maior produção nominal de unidades produzidas por unidade de tempo. Smith usa o exemplo de uma capacidade de produção de um fabricante de alfinetes individual em comparação com uma empresa de manufatura que empregava 10 homens:
Um operário desenrola o arame, um outro o endireita, um terceiro o corta, um quarto faz as pontas, um quinto o afia nas pontas para a colocação da cabeça do alfinete; para fazer uma cabeça de alfinete requerem-se 3 ou 4 operações diferentes; montar a cabeça já é uma atividade diferente, e alvejar os alfinetes é outra; a própria embalagem dos alfinetes também constitui uma atividade independente. Assim, a importante atividade de fabricar um alfinete está dividida em aproximadamente 18 operações distintas, as quais, em algumas manufaturas são executadas por pessoas diferentes, ao passo que, em outras, o mesmo operário às vezes executa 2 ou 3 delas. Vi uma pequena manufatura desse tipo, com apenas 10 empregados, e na qual alguns desses executavam 2 ou 3 operações diferentes. Mas, embora não fossem muito hábeis, e, portanto, não estivessem particularmente treinados para o uso das máquinas, conseguiam, quando se esforçavam, fabricar em torno de 12 libras de alfinetes por dia. Ora, 1 libra contém mais do que 4 mil alfinetes de tamanho médio. Por conseguinte, essas 10 pessoas conseguiam produzir entre elas mais do que 48 mil alfinetes por dia. Assim, já que cada pessoa conseguia fazer 1/10 de 48 mil alfinetes por dia, pode-se considerar que cada uma produzia 4 800 alfinetes diariamente. Se, porém, tivessem trabalhado independentemente um do outro, e sem que nenhum deles tivesse sido treinado para esse ramo de atividade, certamente cada um deles não teria conseguido fabricar 20 alfinetes por dia, e talvez nem mesmo 1.— Adam Smith - OS ECONOMISTAS

### Émile Durkheim
Em sua obra seminal, Da Divisão do Trabalho Social, Émile Durkheim observa que a divisão do trabalho aparece em todas as sociedades e se correlaciona positivamente com o avanço social porque aumenta à medida que a sociedade progride, a qual beneficia a sociedade ao aumentar a capacidade produtiva de um processo e o conjunto de habilidades dos trabalhadores.
Durkheim afirma que apenas uma arcaica e primitiva “divisão forçada do trabalho” geraria conflitos sociais, e não a divisão do trabalho proveniente constituída, opondo-se assim aos marxistas. Segundo ele, uma certa quantidade de divisão social é normal e natural na sociedade moderna, e que esse é o preço oriundo da liberdade, e perante a divisão do trabalho, o conflito e a competição entre indivíduos são tratados como fenômenos naturais. Afirmando: "Deixe que talentos naturais, em vez de instituições artificiais, decidam essa questão".

### Emanuel Kant
Na Fundamentação da Metafísica da Moral (1785), Immanuel Kant investiga o valor da divisão do trabalho:
Todas as indústrias, ofícios e artes ganharam pela divisão do trabalho, // com a experiência de que não é um só homem que faz tudo, limitando-se cada um a certo trabalho, que pela sua técnica se distingue de outros, para o poder fazer com a maior perfeição e com mais facilidade. Onde o trabalho não está assim 
diferenciado e repartido, onde cada qual é homem de mil ofícios, reina ainda nas indústrias a maior das barbarias. — Immanuel Kant - Fundamentação da Metafísica dos Costumes

### Ludwig von Mises

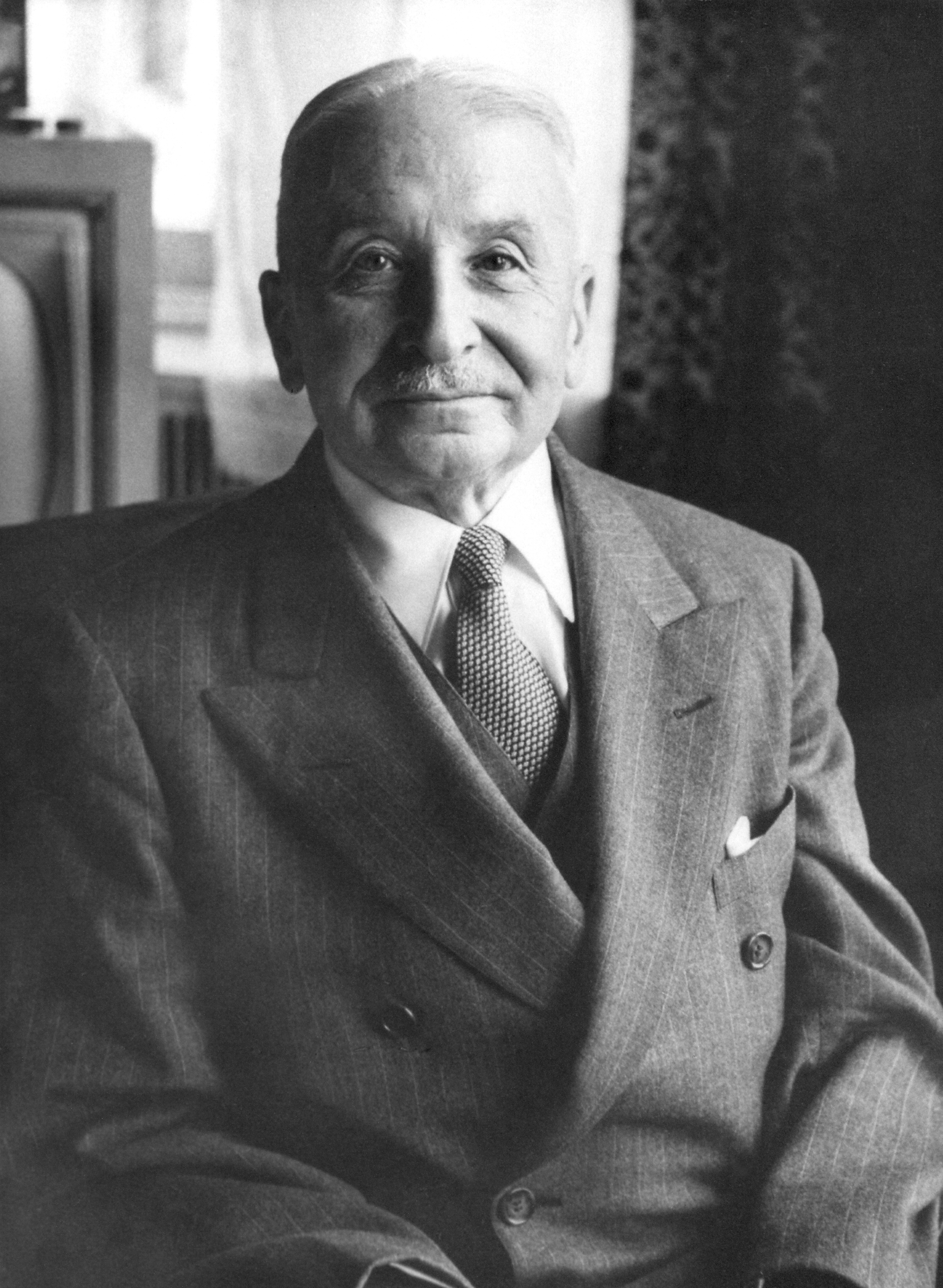
Ludwig von Mises

Segundo Ludwig von Mises a divisão do trabalho, com sua contrapartida, a cooperação humana, constitui o fenômeno social básico da sociedade. Em que diante toda a experiência humana existente, é visto que a ação em cooperação é mais eficiente e mais produtiva do que a ação isolada de indivíduos autossuficientes. E as condições naturais determinantes da vida e do esforço humano fazem com que a divisão do trabalho aumente o resultado material por unidade de trabalho despendido.
As teorias de Marx, incluindo suas alegações negativas sobre a divisão do trabalho, foram criticadas pelos economistas austríacos, notadamente Ludwig von Mises. O argumento principal é que os ganhos econômicos advindos da divisão do trabalho superam em muito os custos, desenvolvendo assim a tese de que a divisão do trabalho leva a eficiências de custo. Argumenta-se que é plenamente possível alcançar o desenvolvimento humano equilibrado dentro do capitalismo.
Segundo Mises, a ideia de divisão de trabalho levou a existência da mecanização e maquinaria especializada, em que uma tarefa específica é realizada por um dispositivo mecânico, em vez de um trabalhador individual. Este método de produção é significativamente mais eficaz em termos de rendimento e custo-benefício, e utiliza a divisão do trabalho ao máximo. Mises via a própria ideia de uma tarefa sendo executada por um dispositivo mecânico especializado como sendo a maior conquista da divisão do trabalho.

### Karl Marx
Marx argumentou que o aumento da especialização também pode levar a trabalhadores com habilidades gerais mais pobres e falta de entusiasmo pelo trabalho. Ele descreveu o processo como alienação: os trabalhadores tornam-se cada vez mais especializados e o trabalho torna-se repetitivo, eventualmente levando à completa alienação do processo de produção. O trabalhador então fica "deprimido espiritual e fisicamente à condição de uma máquina". 
Além disso, Marx argumentou que a divisão do trabalho cria trabalhadores menos qualificados. À medida que o trabalho se torna mais especializado, menos treinamento é necessário para cada trabalho específico, e a força de trabalho, em geral, é menos qualificada do que se um trabalhador fizesse apenas um trabalho.

### Friedrich A. Hayek
Em seu Artigo Acadêmico "O Uso do Conhecimento na Sociedade", considerado um dos mais importantes e citados no campo da economia moderna. Friedrich Hayek afirma:
O sistema de preços é apenas uma daquelas formações que o homem aprendeu a usar (embora ainda esteja muito longe de ter aprendido a fazer o melhor uso dele) depois de ter tropeçado nele sem o compreender. Através dela não apenas uma divisão do trabalho, mas também uma utilização coordenada de recursos baseada em um conhecimento igualmente dividido se tornou possível. 
Aqueles que gostam de ridicularizar de qualquer sugestão do porquê isso possa ser assim, geralmente distorcem o argumento insinuando que isso por algum milagre, justamente surgiu espontaneamente do tipo de sistema que é mais adequado à civilização moderna. 
É o contrário: o homem foi capaz de desenvolver essa divisão do trabalho na qual nossa civilização se baseia porque ele tropeçou em um método que a tornou possível. Se ele não tivesse feito isso, ele ainda poderia ter desenvolvido algum outro tipo de civilização totalmente diferente, algo como o "Estado" das formigas de cupim, ou algum outro tipo totalmente inimaginável. 
Tudo o que podemos dizer é que ninguém ainda conseguiu projetar um sistema alternativo no qual certas características do existente possam ser preservadas, que são queridas até mesmo por aqueles que mais violentamente o atacam, características essas como particularmente a extensão de atividades em que um indivíduo possa escolher e, consequentemente, usar livremente seu próprio conhecimento e habilidade.

## Limitações
Adam Smith disse em A Riqueza das Nações que a divisão do trabalho é limitada pela extensão do mercado. Isso porque é pela troca que cada pessoa pode se especializar em seu trabalho e ainda assim ter acesso a uma ampla gama de bens e serviços. Assim, reduções nas barreiras ao intercâmbio levam a aumentos na divisão do trabalho e, assim, ajudam a impulsionar o crescimento econômico. As limitações à divisão do trabalho também estão relacionadas aos custos de coordenação e transporte.

## Psicologia organizacional
Foi demonstrado que a satisfação no trabalho melhora à medida que um funcionário recebe a tarefa de um trabalho específico. Os alunos que receberam doutorados em um campo específico escolhido por eles relatam mais tarde uma maior satisfação em comparação com seus empregos anteriores. Isso pode ser atribuído aos seus altos níveis de especialização.